# Elizabeth Subercaseaux
Elizabeth Subercaseaux Sommerhoff (Santiago, 1 de enero de 1945) es una periodista y escritora chilena.
Es tataranieta de la célebre pareja de músicos Robert y Clara Schumann.

## Primeros años de vida
Es hija de Juan Eduardo Subercaseaux Morla y de Gerda Sommerhoff Ruer. Su padre murió en 1956, cuando él tenía 42 años y ella 11; los cinco hijos del matrimonio —Bernardo y Juan, mayores que Elizabeth, y Martín y Ximena, menores que la autora— quedaron en manos de su madre, la escultora, pintora y fotógrafa Gerda Sommerhoff, quien había nacido en Alemania y crecido en Holanda. Era la bisnieta del compositor alemán Robert Schumann y Clara Wieck.
Después de terminar la secundaria (1967) viajó a España con su primer marido, Carlos Eugenio Lavín, del cual se separaría 8 años más tarde y con el cual tuvo sus tres hijos: Angélica, Alejandra y Carlos Lavín Subercaseaux. 

### Vida pública
Comenzó su carrera de periodista como colaboradora en el Nuevo Diario en Madrid. 
A su regreso a Chile, en 1974, se desempeñó como directora de la revista infantil El Peque, enseñó en la Escuela de Periodismo de la Universidad de Chile, y trabajó como entrevistadora, primero en la revista Cosas, luego en la revista APSI, para seguir en las revista Master y finalmente Caras hasta 1989. En el curso de esos mismos años fue corresponsal de la BBC (Londres), la revista Semana (Colombia), el diario La Vanguardia (Barcelona) y la revista Crisis (Argentina).
En 1990, viajó a Estados Unidos, donde vive actualmente junto a su marido, el profesor de literatura hispanoamericana, crítico literario y traductor, John J. Hassett. Allí, además de seguir escribiendo para diversos medios, ha sido conferenciante. Durante sus primeros años en Estados Unidos dio conferencias sobre la  dictadura militar chilena y los atropellos a los derechos humanos en Swarthmore College, Wellesley College, Babson College,  Villanova University, Fairfield University.  
Desde Wallingford, Pensilvania, su lugar de residencia, ha colaborado con la revista Ocean Drive (Miami), la revista Vanidades Continental (Miami), la revista Cuadernos Cervantes (Nueva York) y el diario Al Día (Filadelfia). Y ha sido corresponsal de las revistas Caras, El Sábado y el diario La Nación (Chile).
Durante 18 años, es columnista y entrevistadora de la revista Vanidades Continental: La Tía Eulogia, su columna de humor, ha sido reconocida y tremendamente exitosa en todos los países latinoamericanos. 
Se ha destacado que "su obra, fundamentalmente testimonial, es de crítica política y social de su país, con permanente preocupación por los derechos humanos y por el papel de la mujer chilena en las últimas décadas".
Su primer libro de ficción, la recopilación de cuentos Silendra, lo publicó en 1986, pero, como ella misma ha dicho, escribía desde los 10 años. Dos años más tarde se publicó su primera novela, El canto de la raíz lejana. Desde entonces este ha sido su principal género y ya lleva escritos 25 libros, entre los que se encuentran crónicas de humor, novelas (2 policiales) y libros de corte periodístico. 
Su serie Barrio Alto —de la cual se han publicado cuatro libros, Vendo casa en el Barrio Alto (2009), Compro Lago Caburga (2011), Clínica Jardín del Este (2013) y Vendo todo lo que tengo (2020)—, constituyen un retrato de la sociedad chilena a comienzos del siglo XXI. Grínor Rojo incluyó la primera en su libro de ensayos Las novelas de la oligarquía chilena. La segunda novela, continuación del retrato de la clase alta a la que pertenece la misma Subercaseaux, ha tenido buena acogida de la crítica y ha repetido el éxito de ventas de Vendo casa en el barrio alto.
La periodista y directora editorial del portal Terra, Ximena Torres Cautivo, señala que Subercaseaux advierte en Compro Lago Caburga que "cualquier semejanza entre los personajes centrales de esta historia y alguna persona de la vida real no es más que mera coincidencia"; sin embargo, dice, "para nosotros es imposible no ver a Fulvio Rossi en la figura de Mauro Fabrizzi, el candidato socialista que se enreda con Jackie, la regia señora del candidato de derecha, Pito Balmaceda, que quiere enseñarles a las pobladoras a hacer sushi para ahorrar y comer sano y no estar gordas. O no comparar al publicista fumador y seco en cuestiones de marketing político Juaco Aldunate con Martín Subercaseux, el mismísimo hermano de la autora, que ha jineteado campañas presidenciales como la de Büchi y Lavín. O no reparar en el empresario que les friega el chanta negocio de un resort ecológico en Caburga a José Yurazzeck, uno de los conspicuos propietarios de sitio con gran playa en el lago Caburga".
Sobre las asociaciones que se hacen con sus personajes ficticios, la misma Subercaseaux dice a propósito de Clínica Jardín del Este: "...Es inútil pretender que en esta especie de aldea que es la sociedad santiaguina no se intente descubrir que Alberto Larraín es Juan de los Palotes, o que la Pila es idéntica a Juanita Pérez. Pero a mí me encanta que pase eso, porque convierte a mis personajes en seres de carne y hueso".
Sus novelas La Patria de Cristal y La Patria Estremecida dan cuenta de la historia de Chile en durante todo el siglo 19 (la primera) y el siglo 20 (la segunda).
Sus obras han sido traducidas a diferentes idiomas, entre ellos, al inglés, alemán, coreano, francés, holandés, portugués y al italiano.

## Premios
- Primer Premio de la Asociación Nacional de Publicaciones Hispanas de Estados Unidos a la mejor historia aparecida durante 2001 por su reportaje Los hongos de la ira, historia de una larga explotación, salida en el diario Al Día de Filadelfia (sobre la batalla legal que vienen librando, durante los últimos 20 años, los trabajadores del hongo, todos mexicanos, en Pensilvania).[7]
- Liberaturpreis 2009 por Una semana de octubre, premio a la mejor novela del año (en traducción) de Asia, África y América Latina.[8]

## Obras

### Periodismo
- Los generales del régimen, entrevista, 1983, con Malú Sierra y Raquel Correa Prats.
- Del lado de acá, entrevistas, Galinost, Santiago, 1986.
- Ego sum Pinochet, entrevista, Ziz Zag, Santiago, 1989; con Raquel Correa Prats.
- La comezón de ser mujer, crónicas, Planeta, Santiago, 1994.
- Las diez cosas que una mujer en Chile no debe hacer jamás, crónicas, Planeta, Santiago, 1995.
- Eva en el mundo de los jaguares, crónicas,  Aguilar, Altea, Taurus y Alfaguara, Buenos Aires, 1998.
- Gabriel Valdés, señales de historia, entrevista, Aguilar, Santiago, 1998.
- Mi querido papá, Sudamericana, Santiago, 2001.
- Las diez cosas que un hombre en Chile debe hacer de todas maneras, Catalonia, Santiago 2003.
- Michelle, entrevista, Catalonia, Santiago 2005 (RBA Libros, Barcelona, 2006); con Malú Sierra.
- Evo: despertar indígena, entrevista, LOM, Santiago 2007; con Malú Sierra.

### Narrativa
- Silendra, cuentos, Las Ediciones del Ornitorrinco, Santiago, 1986 (reeditada por Alfaguara México, 2000).
- El canto de la raíz lejana, novela, Planeta, Santiago, 1988 (reeditada por Andrés Bello, Santiago, 2001).
- El general azul, novela,  Ediciones B, Buenos Aires, 1991.
- Matrimonio a la chilena, novela, Alfaguara, 1997.
- Una semana de octubre, novela, Grijalbo, México, 1999 (reeditado por Suma de Letras, Madrid, 2010).
- La rebelión de las nanas, novela, Grijalbo Mondadori, Santiago, 2000.
- Un hombre en la vereda, novela, Sudamericana, Santiago, 2001.
- Reporteras, novela, Catalonia, 2005.
- Asesinato en La Moneda, novela, Planeta, Santiago, 2007.
- Asesinato en Zapallar, novela, Planeta, Santiago, 2007.
- Vendo casa en el Barrio Alto, novela, Catalonia, Santiago, 2009.
- Las confidentes, novela, Suma/Aguilar, 2010.
- Compro Lago Caburga, novela, Catalonia, Santiago, 2011.
- La última noche que soñé con Julia, policiaca, Suma de Letras, Santiago, 2012.
- Clínica Jardín del Este, novela, Catalonia, Santiago, 2013.
- La música para Clara, novela, Sudamericana, Santiago, 2014.
- La pasión de Brahms, novela, Sudamericana, Santiago, 2016.
- La patria de cristal, novela, Catalonia, Santiago, 2017.
- La patria estremecida, novela, Catalonia, Santiago, 2019.
- Vendo todo lo que tengo, novela, Catalonia, Santiago, 2020.
- BEETHOVEN La música del silencio, novela biográfica, Catalonia, Santiago, 2022